# Łukasz Krupa
Łukasz Marcin Krupa (ur. 20 kwietnia 1981 w Bydgoszczy) – polski przedsiębiorca, poseł na Sejm VII kadencji, od 2024 wiceprezydent Bydgoszczy.

## Życiorys
Ukończył w 2004 studia inżynierskie na Wydziale Budownictwa Akademii Techniczno-Rolniczej w Bydgoszczy, a w 2006 magisterskie na Wydziale Ekonomii Akademii Ekonomicznej w Poznaniu. W 2010 ukończył studia podyplomowe na kierunku rachunkowość w Akademii Ekonomicznej we Wrocławiu, podjął studia typu MBA w Wyższej Szkole Bankowej w Toruniu. W 2002 został osobą zarządzającą siecią kilku sklepów spożywczych, w 2005 zajął się także współprowadzeniem firmy budowlanej.
W wyborach parlamentarnych w 2011 uzyskał mandat poselski, kandydując z 1. miejsca na liście Ruchu Palikota w okręgu bydgoskim i otrzymując 18 401 głosów. W 2013, w wyniku przekształcenia Ruchu Palikota, został działaczem partii Twój Ruch. Kandydował bez powodzenia w wyborach do Parlamentu Europejskiego w 2014. Pod koniec lutego 2015 zawiesił członkostwo w TR. W następnym miesiącu, po rozpadzie klubu poselskiego TR, początkowo nie zdecydował się przystąpić do nowo powołanego koła Ruch Palikota (założonego przez posłów Twojego Ruchu), jednak po kilkunastu dniach je zasilił. W maju tego samego roku wystąpił z koła i z partii. W wyborach parlamentarnych w tym samym roku bez powodzenia ubiegał się o reelekcję z listy Platformy Obywatelskiej. Po zakończeniu pracy w Sejmie został pełnomocnikiem prezydenta Bydgoszczy Rafała Bruskiego do spraw utworzenia metropolii, a następnie dyrektorem Biura Stowarzyszenia Metropolia Bydgoszcz.
W 2018 z listy Koalicji Obywatelskiej (z rekomendacji PO) wszedł w skład sejmiku kujawsko-pomorskiego VI kadencji, zostając jego wiceprzewodniczącym. Był też dyrektorem Biura Promocji Miasta i Współpracy z Zagranicą Urzędu Miasta Bydgoszczy, a w styczniu 2024 objął stanowisko wiceprezydenta tego miasta, w związku z czym wygasł jego mandat radnego sejmiku. W wyborach w tym samym roku ponownie został wybrany na radnego województwa, w czerwcu 2024 zrezygnował jednak z mandatu.